# Joost Hiddes Halbertsma

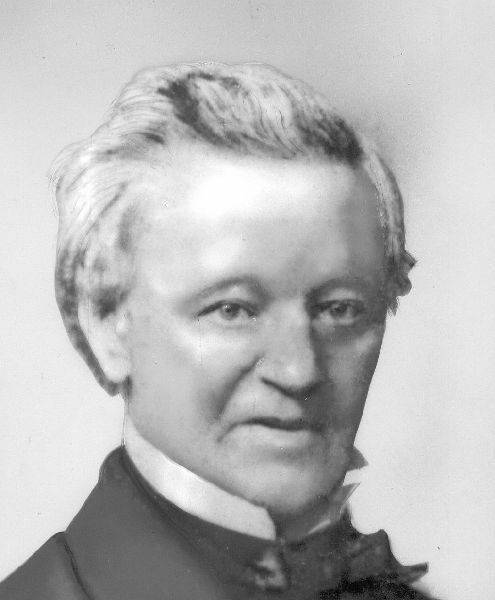
Joost Hiddes Halbertsma

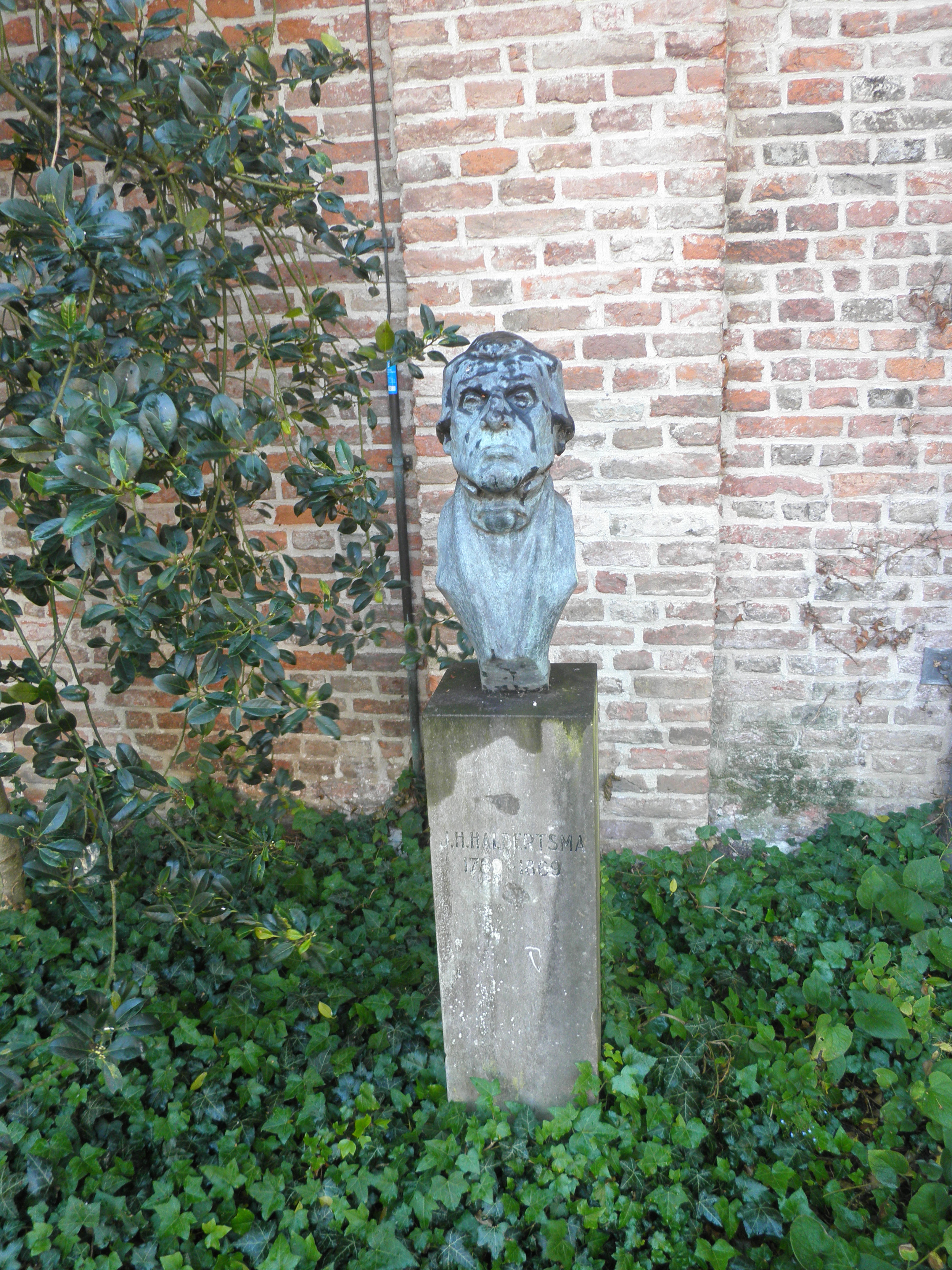
Borstbeeld door Henk Visser

Joost (Justus) Hiddes Halbertsma (Fries: Joast Hiddes Halbertsma) (Grouw, 23 oktober 1789 – Deventer, 27 februari 1869) was een Nederlandse schrijver en dominee.
Joost Hiddes Halbertsma was een telg uit het patriciërsgeslacht Halbertsma. Hij was de zoon van bakker Hidde Joostes en Ruurdtje Tjallings Binnerts. Eeltje (Eeltsje) en Tsjalling Hiddes Halbertsma waren zijn broers. Halbertsma studeerde theologie en werd vervolgens dominee in Bolsward en later in Deventer. Hij maakte naam met de heruitgave van enige renaissance-boekwerken. Ook is hij bekend door zijn vriendschap met Jan Cornelis Pieters Salverda.
In zijn geboorteplaats Grouw en in de gemeente Leeuwarden staan beelden van Halbertsma en in Deventer bevindt zich een bronzen borstbeeld. De in 1947 ingestelde Dr. Joast Halbertsmapriis voor geschiedenis, taal- en literatuurwetenschap en sociale wetenschappen is naar hem vernoemd.

## Publicaties
- 1822. De Lapekoer fan Gabe Skroar. Met Eeltsje Hiddes Halbertsma. Dimter : Wid. J.H. de Lange in Soon.
- 1827. Hulde aan Gysbert Japicx bewezen, in de Sint Martini Kerk te Bolsward, op den 7 Julij 1823. Heruitgave van Gysbert Japicx (1603-1666). Bolsward : Hessing.
- 1834. Friesche spelling en Proeve van vergelijking tusschen de boven ontworpene spelling en die van Gysbert Japicx.
- 1836. Friesic, ancient and modern Friesic compared with Anglo-Sacon.
- 1849. Letterkundige naoogst (1840-1845). Deventer : J. de Lange.
- 1843. De Doopsgezinden en hunne herkomst : eene ruwe schets. Benevens Eene lijkrede op prof. P.O.C. Vorsselman de Heer, en eenige Kerkredenen. Dimter [Deventer] : de Lange.
- 1843. Het Buddhisme en zijn stichter. Overdr. uit: Overijsselsch Almanak, 1843.
- 1851. Aanteekeningen op het vierde deel van den Spiegel Historiael van Jacop van Maerlant. Kon. Ned. Instituut van Wetenschappen.
- 1854. Leed in Wille fen Eeltsje Halbertsma in de Flotgaerzen. Deventer: J. de Lange.
- 1871, Rimen en teltsjes. Dimter [Deventer] : de Lange.
- 1872, Lexicon Frisicum. Deventer: De Lange.

## Biografie
- Alpita de Jong, Joost Halbertsma 1789-1869: een biografie, Uitgeverij Louise, 2018, ISBN 9789491536502

## Wetenswaardigheden
- Rond 1850 zag Halbertsma dat de Friese oorijzers steeds groter werden. Hij verzuchtte dat de oorijzers op een helm ging lijken, hetgeen vervolgens ook gebeurde.[2]

- Bibliothèque nationale de France: cb15054936b (data)
- Biografisch Portaal: 20694654
- Digitale Bibliotheek voor de Nederlandse Letteren: halb003
- Gemeinsame Normdatei: 120271532
- International Standard Name Identifier: 0000 0000 2463 1780
- Library of Congress Control Number: n81055520
- Nationale Bibliotheek van Letland: 000043969
- Nederlandse Thesaurus van Auteursnamen: 070072027
- RKD-Nederlands Instituut voor Kunstgeschiedenis: 224254
- Système universitaire de documentation: 063056763
- Virtual International Authority File: 29817816
- WorldCat: E39PBJwHk4GHh47JRxHC9wDyVC